# Amine Salama
Amine Salama (arabisch أمين سلامة, DMG Amīn Salāma; * 18. Juli 2000 in Paris) ist ein französisch-marokkanischer Fußballspieler, der aktuell bei Stade Reims unter Vertrag steht.

## Karriere
Salama begann seine fußballerische Ausbildung beim CA Paris, für den er bis 2011 aktiv war. Anschließend wechselte er zum FC Montrouge, einem Verein ebenfalls aus seiner Geburtsstadt Paris. Hier spielte er nur in der Jugend, bis er im Januar 2022 zur USL Dunkerque in die Ligue 2 wechselte. Dort debütierte er Ende Januar (20. Spieltag) im Profiteam, als er bei einem 1:1-Unentschieden gegen den Paris FC eingewechselt wurde. Insgesamt lief er in der Rückrunde der Saison 2021/22 elfmal für Dunkerque auf.
Im darauf folgenden Sommer wurde er vom Erstligisten SCO Angers verpflichtet. Direkt am ersten Spieltag wurde er bei einem 0:0-Unentschieden gegen den FC Nantes eingewechselt und gab somit sein Debüt in der Ligue 1. Schon im Spiel darauf schoss er bei einem 2:2-Unentschieden gegen die AJ Auxerre sein erstes Tor im Profibereich überhaupt.
Nach nur einem Jahr verließ der Spieler Angers wieder und wechselte zu Stade Reims. Im Januar 2024 wurde er bis zum Saisonende an SM Caen ausgeliehen. Für Caen absolvierte er 15 Ligaspiele, bevor er zur Saison 2024/25 nach Reims zurückkehrte. In der Hinrunde kam er dort in 17 Ligaspielen zum Einsatz, stand jedoch nur zweimal in der Startelf. Im Februar 2025 wurde er bis zum Saisonende an den italienischen Erstligisten FC Turin verliehen, kam dort jedoch verletzungsbedingt nicht mehr zum Einsatz. Nach zunächst fehlender Spielpraxis zog er sich eine langwierige Oberschenkelverletzung zu.